# Jeorjos Jatridis
Jeorjos Jatridis (gr. Γέωργιος Ιατρίδης) – grecki szermierz. Uczestnik pierwszych nowożytnych igrzysk olimpijskich w 1896 roku.
Podczas igrzysk olimpijskich w Atenach w 1896 roku brał udział w turnieju w szabli. Poniósł porażki we wszystkich czterech pojedynkach i zajął ostatnie piąte miejsce (najbliżej wygranej był w starciu z Adolfem Schmalem – przegrał 2:3).